# قرار مجلس الأمن التابع للأمم المتحدة رقم 818
قرار مجلس الأمن التابع للأمم المتحدة رقم 818، الذي اتخذ بالإجماع في 14 نيسان / أبريل 1993، بعد إعادة تأكيد القرارين 782 (1992) و 797 (1992) بشأن الحالة في موزمبيق، حيث أكد المجلس قلق بشأن التأخيرات والصعوبات التي تؤثر على تنفيذ عملية السلام المتوخاة من اتفاقيات روما العامة للسلام خلال الحرب الأهلية الموزمبيقية.
ودعا القرار حكومة موزمبيق وحركة رينامو إلى التعاون مع الأمين العام بطرس بطرس غالي والممثل الخاص أثناء تنفيذ ولاية عملية الأمم المتحدة في موزامبيق، وحث كذلك كلاهما على الامتثال بالالتزامات التي تعهدوا بها في اتفاقيات السلام، خاصة فيما يتعلق بتركيز وتجميع وتسريح قواتهم المسلحة وتشكيل قوات مسلحة جديدة. وفي هذا الصدد، دعا إلى تدريب قوة الدفاع الموزمبيقية الجديدة في أقرب وقت ممكن.
وفي خطاب آخر للطرفين، رحب القرار بإعلان كليهما عقد اجتماع في أقرب وقت ممكن بين رئيس موزامبيق ورئيس رينامو، وفي الوقت نفسه ناشد رينامو ضمان عمل اللجان المشتركة وآليات الرصد دون انقطاع. وعلى الطرفين احترام وقف إطلاق النار والسماح بحرية الحركة والبضائع. كما دعا إلى حرية حركة عملية الأمم المتحدة في موزامبيق، ورحب باعتزام الأمين العام نشر قوة حفظ السلام، وشدد على أهمية التوقيع المبكر على اتفاق مركز القوات بين حكومة موزامبيق والأمم المتحدة لتيسير حرية وكفاءة والتشغيل الفعال لعملية ONUMOZ في البلاد. تم التوقيع على الاتفاقية في 14 مايو 1993.
واختتم المجلس بالترحيب بجهود الدول الأعضاء في موزامبيق وطلب إلى الأمين العام أن يقدم، بحلول 30 حزيران / يونيو 1993، تقريرا عن الحالة في البلد، بما في ذلك الأعمال التحضيرية للانتخابات وتسريح القوات الموزامبيقية.

## روابط خارجية
- نص القرار في undocs.org